# Wolstenholme-számok
A Wolstenholme-számok olyan természetes számok, melyek a Hn,2 általánosított harmonikus számok számlálójában szerepelnek.
Az első néhány ilyen szám:
1, 5, 49, 205, 5269, 5369, 266681, 1077749, 9778141, 1968329, 239437889, 240505109, 40799043101, 40931552621, 205234915681, 822968714749, 238357395880861, 238820721143261, 86364397717734821, 17299975731542641, … (A007406 sorozat az OEIS-ben)
A számokat Joseph Wolstenholme-ról nevezték el, aki az általánosított harmonikus számok modulo kapcsolatairól szóló Wolstenholme-tételt igazolta.